# Подоляк Ігор Іванович
Ігор Іванович Подоляк (нар. 20 вересня 1964) — український архітектор, член Національної спілки архітекторів України (1999).

## Біографія
У 1986 році закінчив архітектурний факультет Львівського сільськогосподарського інституту.
З 1986 року — архітектор СПКБ ЛЛТІ, з 1988 — молодший науковий співробітник Лабораторії дистанційних методів вивчення природних ресурсів Землі, де працював над дослідженням урболандшафтів та антропогенних впливів на екосистему Львівщини. З 1989 — викладач кафедри інтер'єрів Львівської академії мистецтв, а з 2002 — старший викладач кафедри ландшафтної архітектури Львівського лісотехнічного університету. З 2005 року — головний архітектор АПТМ «МАРКО».
У 2010 році був кандидатом на посаду мера Львова.

## Проєкти
Вибрані проєкти у Львові:

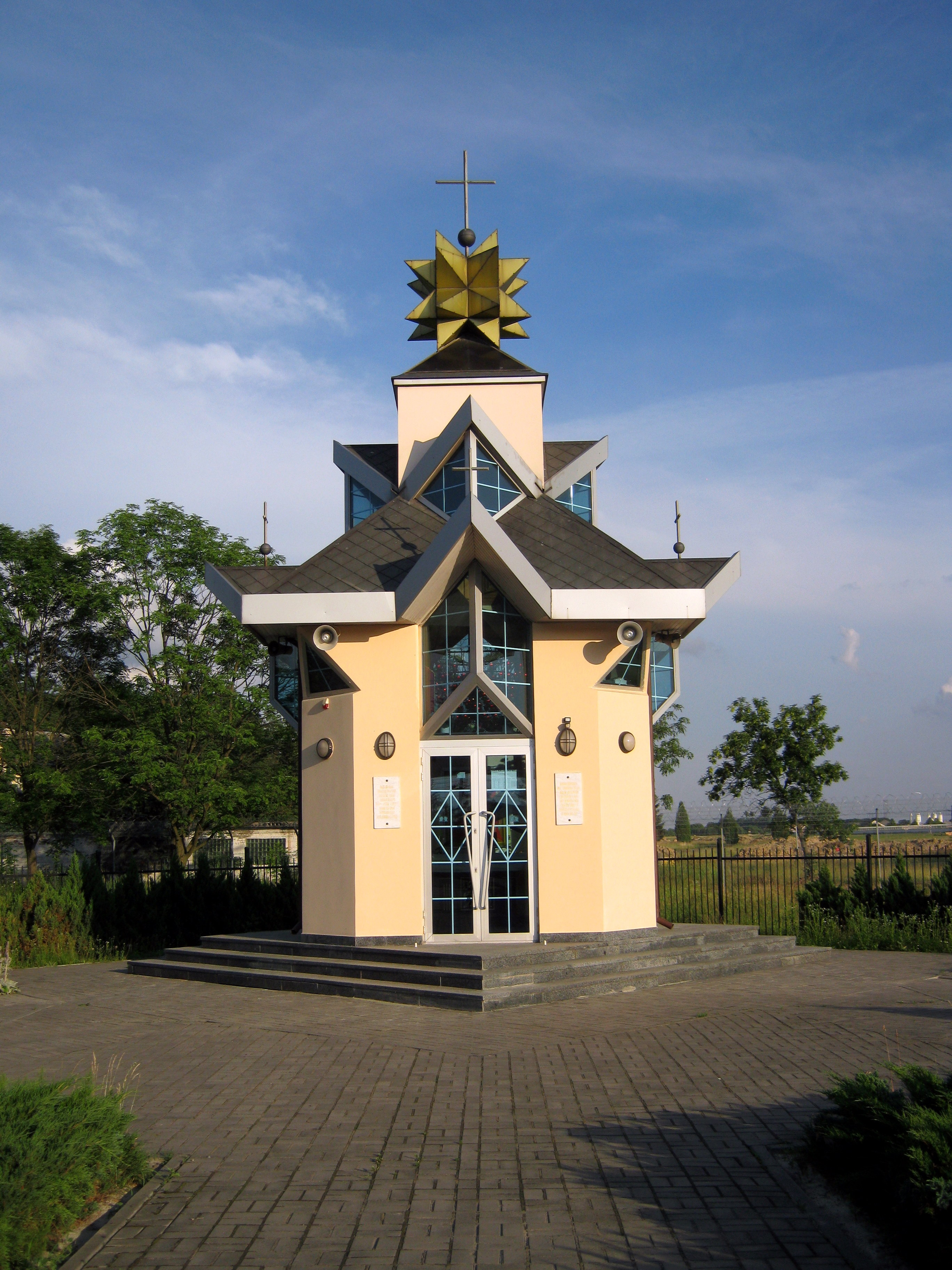
Каплиця всіх Святих Українського народу (пам'яті жертв Скнилівської трагедії) в місті Львові (2003)

- Проєкт та реконструкція крипти Собору Святого Юра для перепоховання тлінних останків Йосипа Сліпого з Рима до Львова (1991—1992).
- Проєкт і будівництво каплиці всіх Святих Українського народу, спорудженої до 1-ї річниці Скнилівської трагедії (2003).

Більше 20 церков у Львівській області, серед яких:

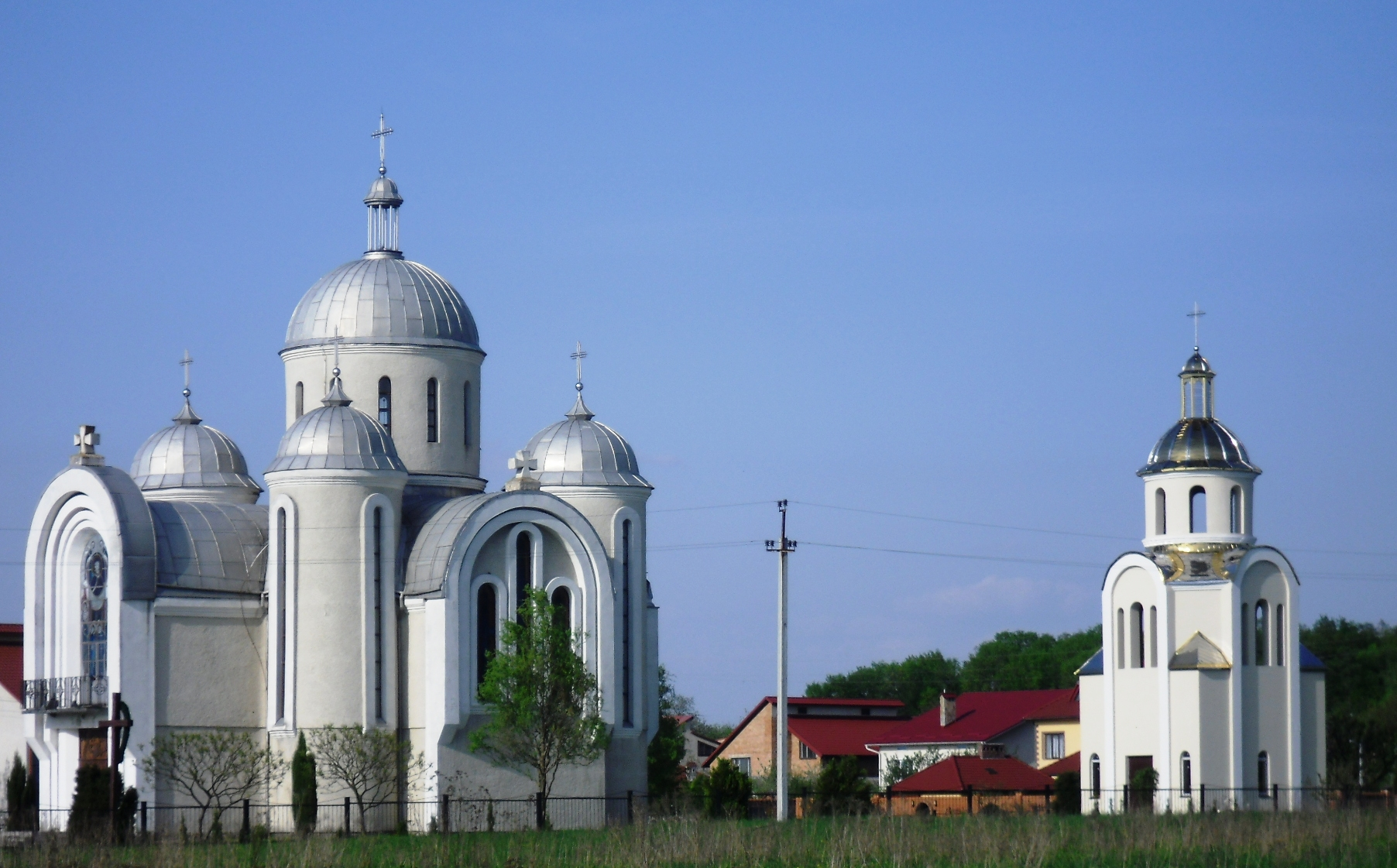
Церква Різдва пресвятої Богородиці в Конопниці (1993)

- Проєкт церкви в селі Зелів Яворівського району (1991).
- Проєкт церкви і дзвіниці в селі Конопниця Львівського району (1993).
- Проєкт церкви в селі Солом'янка Мостиського району (1994).
- Проєкт церкви в селі Долинівка Сколівського району (2006).
- Проєкт і будівництво дерев'яної церкви в селі Волосянка Сколівського району (1996—1998).
- Проєкт і будівництво церкви в с. Сопіт Дрогобицького району (2008—2010).
- Проєкт церкви Преображення ГНІХ в с. Гумниська Буського району (1995).
- Проєкт дзвіниці Святоуспенської Унівської Лаври в Перемишлянському районі (1996).
- Проєкт церкви в селі Острівчик-Пильний Золочівського району (1997).
- Проєкт церкви для села Коросно Перемишлянського району (2003—2007).
- Проєкт і будівництво церкви для села Куровичі (2009—2010).
- Проєкт і реконструкція церкви для села Смереківка Перемишлянського району (1990—1991).
- Проєкт і спорудження церкви в с. Пукеничі Стрийського району (2010—…).

Монументальні твори:
- Проєкт пам'ятника жертвам комуністичних злочинів в місті Самборі (1990–1991)[2]
- Проєкт і спорудження пам'ятника жертвам НКВД в місті Самборі (1991)[3]
- Проєкт пам'ятника отцеві Михайлу Ратушинському — префекту каодютору для українців в Англії та поселеннях в Європі (1995)
- Проєкт і реалізація пам'ятника отцеві Ярославу Лесіву в Болехові (1993)
- Проєкт пам'ятника отцеві Юрію Кмітю в селі Кобло Старо-Самбірського району (1994)
- Проєкт пам'ятника Стебельському (Хріну) та воякам УПА в селі Кобло Старо-Самбірського району (1998)
- Проєкт вшанування поховань Січових Стрільців і вояків УГА на цвинтарі в місті Стрий (2009—2010)
- Проєкт пам'ятника Юліану Головінському у Бібрці на Львівщині (2009)[4]
- Проєкт і реалізація пам'ятника «Поклик Віри» в селі Торгановичі Старо-Самбірського району (2013)

Житлові, громадські будівлі:
- Проєкт та програма «Доступне житло» для будівництва в Україні (2007—2010).
- Проєкти житлових будинків, торгових центрів та громадських будівель (в м. Самборі, м. Тернополі, м. Жидачеві).
- Проєкт школи для села Коростів Сколівського району Львівської області (2002–2005)[5].

## Переслідування
У 2011 році проти Ігоря Подоляка була порушена кримінальна справа з приводу робіт по реконструкції дитячого садочка в школу-дитсадок у селі Стрілковичі Самбірського району Львівської області. Архітектора звинуватили у розкраданні державного майна. Натомість Ігор Подоляк стверджував, що йому самому за виконані роботи не виплатили значну суму. 29 грудня 2012 року Самбірський міськрайонний суд Львівської області, де розглядалася справа, оголосив вирок — 2 роки умовно. У коментарі ЗМІ архітектор заявив, що подаватиме апеляцію на судове рішення.